# 宗教民俗学
宗教民俗学（しゅうきょうみんぞくがく）とは、キリスト教の民衆次元の信仰の実態とその歴史など、民衆信心（民間信仰）を研究対象とする民俗学の一部門。
de:religiöse Volkskundeは、1900年頃、ドイツのプロテスタント教会ルター派の神学者パウル・ドレーフスによって民衆布教を視野に入れた司牧学（実践神学）の用語として提唱された。またこの概念の下に、ドイツ・プロテスタント教会圏の民衆次元の信仰習俗などについてドイツ各州の大部な調査報告が編集された。
やがてカトリック教会系でも民衆信心を重視する考え方が優勢になったが、プロテスタント教会系の概念を避けて、教会民俗学やキリスト教民俗学の用語が用いられ、1920年代後半から学問的にはゲオルク・シュライバーが中心になって大きく進展した。1930年代のカトリック教会では教会行政からの取り組みもみられ、町村の諸組織のナチスへの翼賛（同化・統合）の動きに対して、教会と既存の村落組織などをつなぐことにより、ナチスに対して一定の抑止力を発揮した。
今日では、宗派の別なく、宗教民俗学の用語が用いられるようになっている。